# ジギスムント (バイエルン公)
ジギスムント（Sigismund, 1439年7月26日 - 1501年2月1日）は、15世紀の上バイエルン＝ミュンヘン公（在位：1460年 - 1467年）。退位後もダッハウを自らの領土として保持した。美術を推進した最初のヴィッテルスバッハ家の成員の1人であり、アルトバイエルンにおける後期ゴシック建築の開花に貢献した。

## 生涯
ジギスムントはアルブレヒト3世とアンナ・フォン・ブラウンシュヴァイク＝グルベンハーゲンの三男として1439年に生まれた。1460年から1467年まで上バイエルン＝ミュンヘン公領を統治し、1463年に兄ヨハン4世が死去するまで共同統治した。父アルブレヒト3世は、上の2人の息子が領地を継承することを定めていた。しかし、父の次男エルンストは父に先立ちシュトラウビングで亡くなり、カルメル会修道院に埋葬された。そこでジギスムントが継承することとなった。しかし、実際の統治は主にヨハン4世が担当した。 アルブレヒト3世は学識ある議員で医師、作家、翻訳家でもあったヨハネス・ハートリープを引き受けた。
1460年、ジギスムントと兄ヨハン4世はミュンヘンに対して現在知られている中では最古の和平書簡を発行した（Munich Burgfrieden）。市の外にあるが市の管轄下にある地域は再測量され、境界を示す柱で区切られた。ジギスムントと兄ヨハン4世は、1461年12月5日にランツフート公ルートヴィヒ9世と同盟を結んだにもかかわらず、バイエルン戦争に参加せず、むしろ1462年6月以降和平を推進していた。ジギスムントはまた、不適切な役人に対しても対処した。また、バイエルンとオーストリアにおいて多数の強盗団が悪事を働いていたが、フライジング司教ヨハン・トゥルベックは、20人の部下とともにエルディンゲンの強盗の首領ミルツルを捕らえることに成功し、これをジギスムントに引き渡し、ジギスムントは強盗を処刑させた。しかし、ジギスムントも父親と同様、政治よりも芸術と宗教に熱心であった。1465年、弟のアルブレヒト4世がジギスムントから共同統治権を奪った。
1467年9月、ジギスムントは弟アルブレヒト4世を支持して統治から退き、バイエルン＝ダッハウのみを領地として保持したが、ジギスムントの死後、同地はバイエルン＝ミュンヘン公領に戻された。ジギスムントは財政上の不始末が続いたため、弟や等族から支配権を放棄するよう求められており、いずれにしてもジギスムントはすでに統治することに疲れていた。アルブレヒト4世との関係はその後も良好であった。アルブレヒト4世が弟クリストフおよびヴォルフガングが共同統治を要求されたとき、アルブレヒト4世はジギスムントの支持を得た。
ジギスムントは教会や修道院を支援し、1468年にはミュンヘンの聖母教会をロマネスク様式からゴシック様式に建て替えさせた。とりわけ、芸術を愛するジギスムントは、居城であったブルーテンブルク城を拡張し、ミュンヘンの古宮殿を改築し、クジャクやその他の鳥を飼育した。当時の優れた芸術家の中には、画家のヤン・ポラックやガブリエル・メーレスキルヒャー、建築家のイェルク・フォン・ハルシュパッハや彫刻家のエラスムス・グラッサーなどがいた。
ジギスムントは1501年2月1日に亡くなり、新しく建てられた聖母教会にある皇帝ルートヴィヒ4世の墓所に埋葬された。1456年に予定されていたマルガレーテ・フォン・ブランデンブルクとの結婚が、ヴィッテルスバッハ家からの高額な持参金の要求により失敗したため、ジギスムントは結婚することはなかった。ジギスムントは後に中産階級出身のマルガレーテ・プフェッテンドルファーと同棲し、ハンスとジギスムントという2人の息子が生まれた。ジギスムントには合計4人の庶子があったが、マルガレーテとの間に生まれたのはこの2人だけであった。